# Laguna de Santo Domingo
Laguna de Santo Domingo är en ort i Mexiko.   Den ligger i kommunen San Nicolás Tolentino och delstaten San Luis Potosí, i den centrala delen av landet, 300 km norr om huvudstaden Mexico City. Laguna de Santo Domingo ligger 1 146 meter över havet och antalet invånare är 440.
Terrängen runt Laguna de Santo Domingo är huvudsakligen kuperad, men den allra närmaste omgivningen är platt. Laguna de Santo Domingo ligger nere i en dal. Runt Laguna de Santo Domingo är det glesbefolkat, med 10 invånare per kvadratkilometer. Laguna de Santo Domingo är det största samhället i trakten. Trakten runt Laguna de Santo Domingo består i huvudsak av gräsmarker.